# マイ・ブラザー (2004年の映画)
『マイ・ブラザー』（原題：우리형、英題：My Brother）は、2004年公開の韓国映画。原題の直訳は「うちの兄貴」。日本公開は2005年。

## ストーリー
兄のソンヒョンと弟のジョンヒョンは、性格が正反対の兄弟であった。ふたりは同じ学校に通い、ソンヒョンは学年トップの成績で、ジョンヒョンはそんな兄が疎ましく、不良グループとつるみ、毎日喧嘩に明け暮れていた。母親は兄のソンヒョンを可愛がっており、ジョンヒョンはいつも喧嘩ばかりをしていた。そんななか、ジョンヒョンは憧れのミリョンに近付くため文芸部に入部するが、実はソンヒョンもミリョンに淡い恋心を抱いていた。

## キャスト
- ジョンヒョン：ウォンビン (吹替：鉄野正豊）
- ソンヒョン：シン・ハギュン (吹替：檀臣幸）
- ミリョン：イ・ボヨン (吹替：中村千絵）
- 母：キム・ヘスク (吹替：増子倭文江）
- オクス：キム・テウク (吹替：後藤敦）
- ヨンチュン：チョン・ホビン

木下浩之／竹若拓磨／遠藤純一／よのひかり／津田英三／
松井範雄／重松朋／天田有希子／下和田裕貴／小原雅一／
鈴木貴征／平井啓二／峯香織／佐藤雄大

## スタッフ
- 脚本・監督：アン・クォンテ
- 作成：ヤン・ジュンギョン、パク・ソングン、イ・ソンチャン
- プロデューサー：チョン・フェソク
- 企画：イ・ソンチャン
- 撮影：ファン・ギソク
- 音楽：キム・ヒョンソク